# Carassius

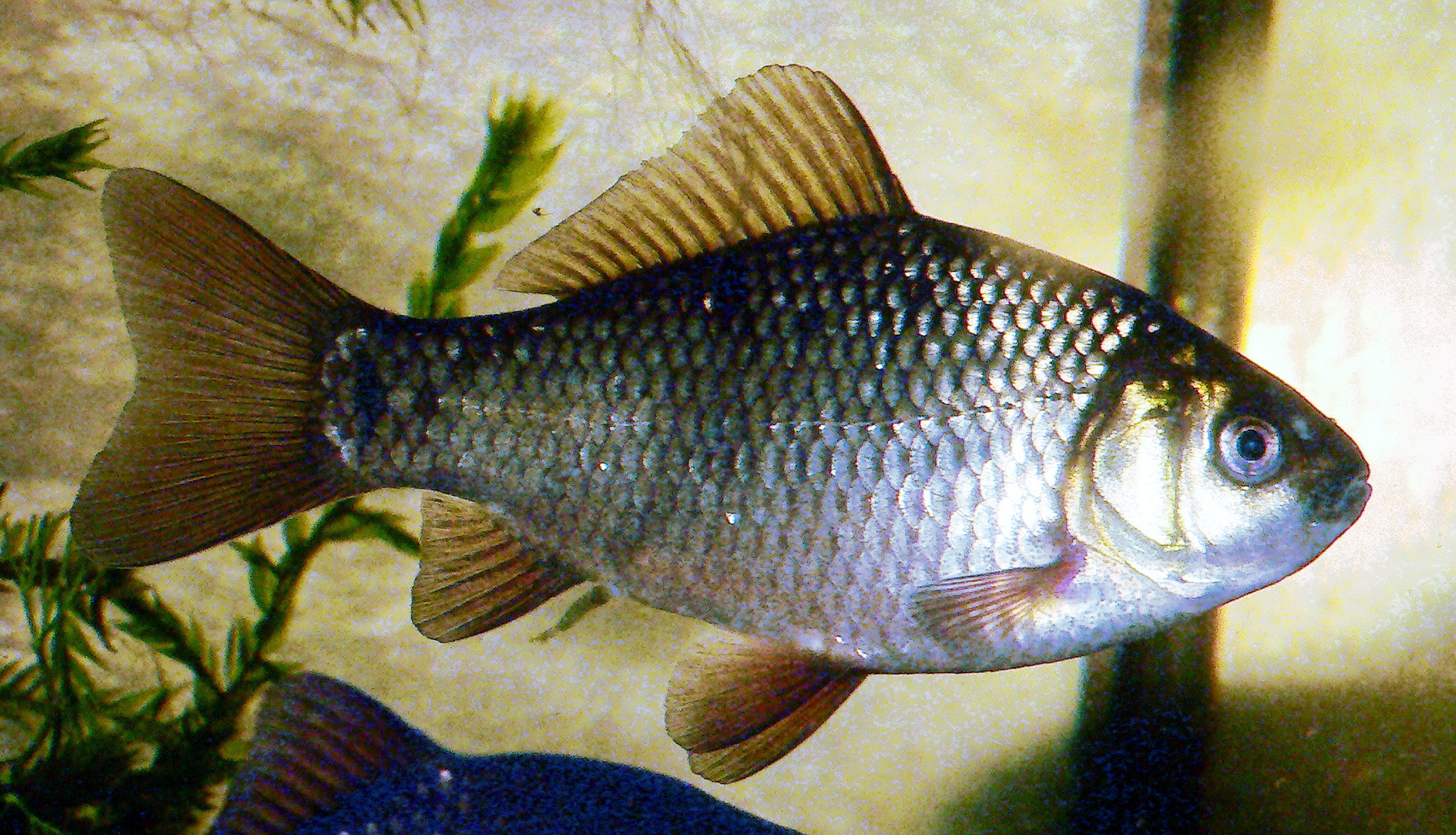
Carassius carassius

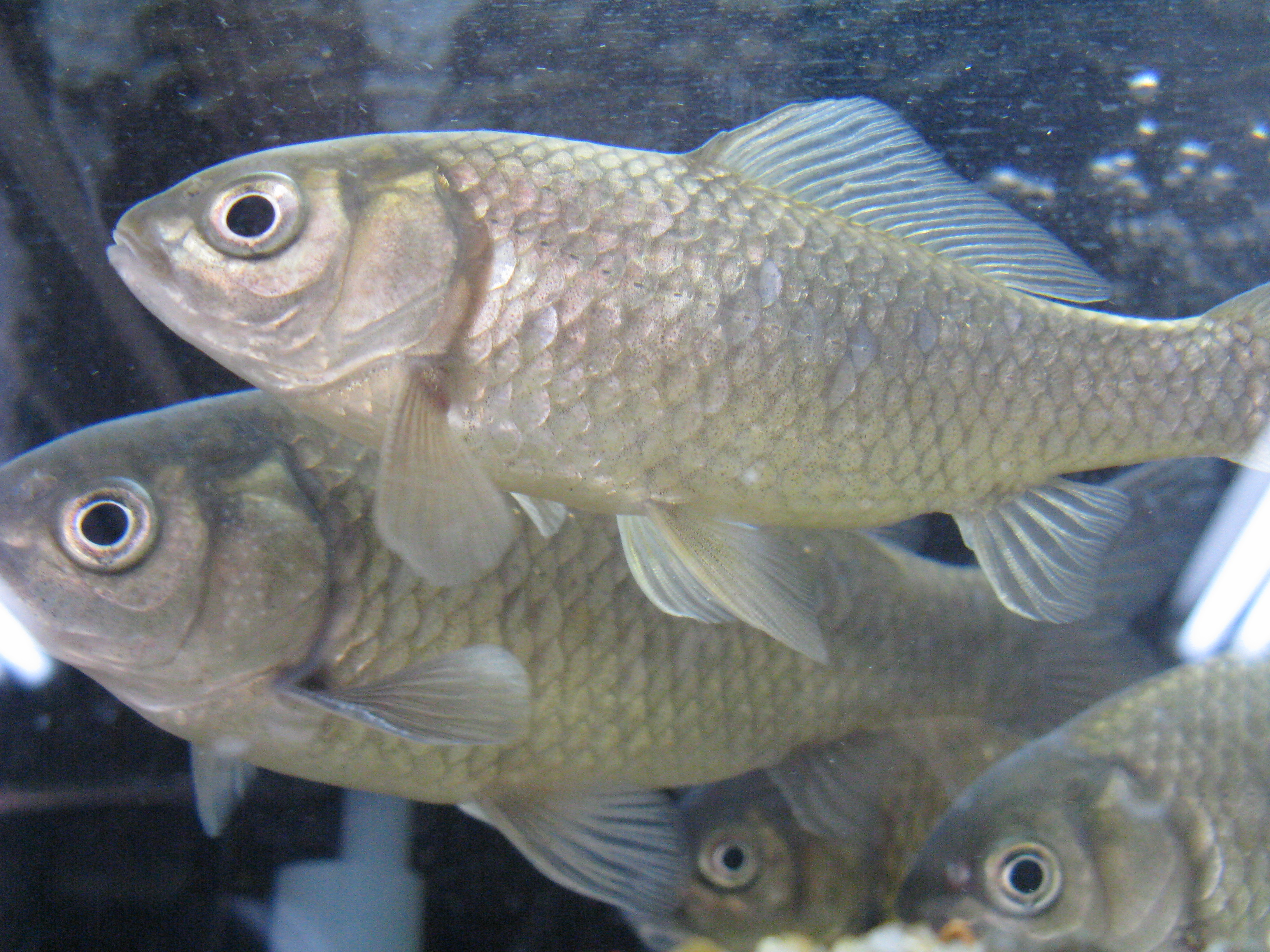
Carassius auratus grandoculis

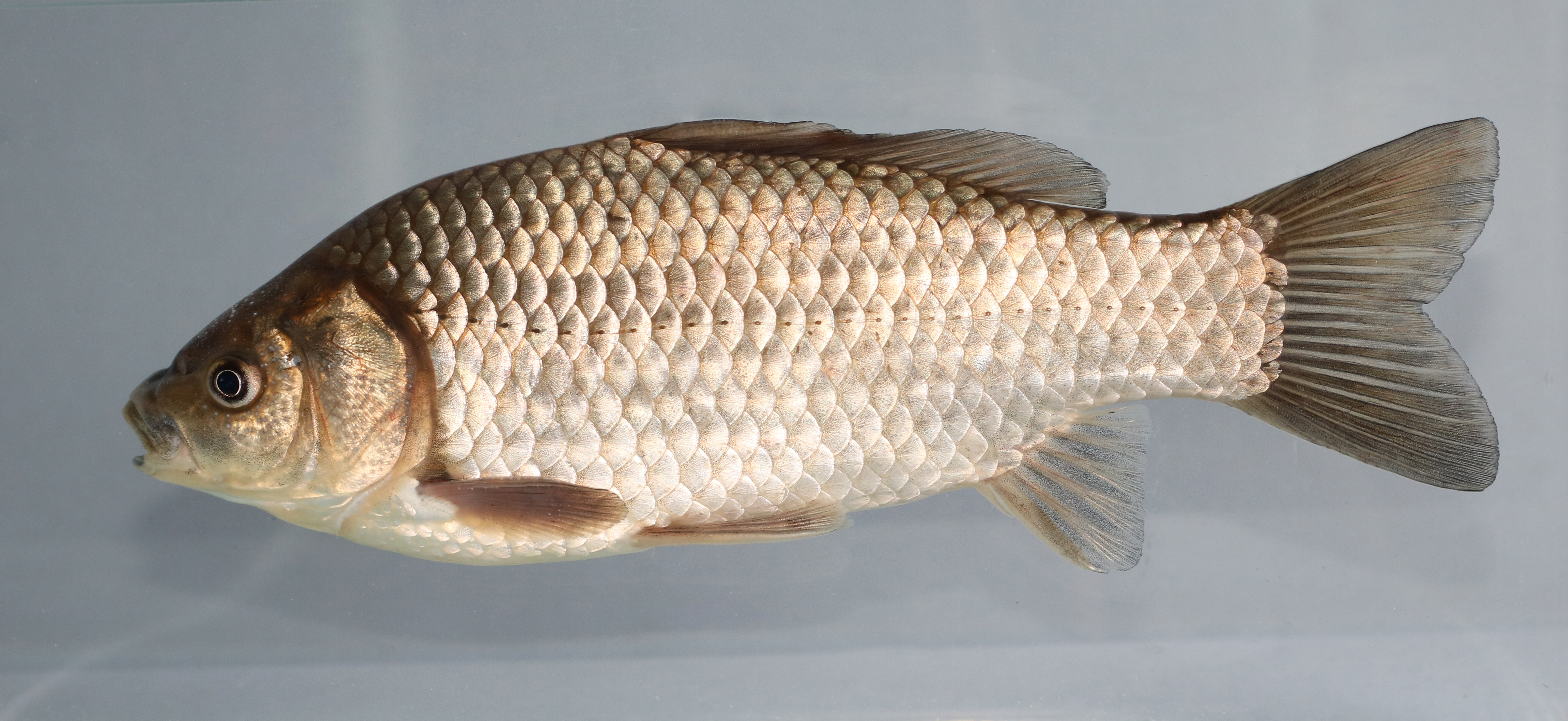
Carassius gibelio

Carassius és un gènere de peixos de la família dels ciprínids i de l'ordre dels cipriniformes.

## Taxonomia
- Carassius auratus (Linnaeus, 1758)[2]
  - Carassius auratus argenteaphthalmus (Nguyen, 2001)
  - Carassius auratus auratus (Linnaeus, 1758)
  - Carassius auratus buergeri (Temminck i Schlegel, 1846)
  - Carassius auratus grandoculis (Temminck i Schlegel, 1846)
  - Carassius auratus langsdorfii (Temminck i Schlegel, 1846)
- Carassius carassius (Linnaeus, 1758)[2][3]
- Carassius cuvieri (Temminck i Schlegel, 1846)
- Carassius gibelio (Bloch, 1782)[4][5][6][7][8][9][10]